# Kai Schwind
Kai Schwind (* 30. Juni 1976 in Frankfurt am Main) ist ein deutscher Autor und Regisseur für Hörspiele und Live-Inszenierungen, sowie Podcaster und Medienwissenschaftler. Er promovierte 2015 mit einer Arbeit zu transnationalen Adaptionen der Sitcom The Office im Bereich Fernseh- und Medienwissenschaften an der Universität Oslo. Seit 2010 lebt und arbeitet er in Oslo, Norwegen. 

## Leben
Nach einem Studium der Theater-, Film- und Medienwissenschaft und Anglistik an der Goethe-Universität Frankfurt (Master-Abschluss 2004) war Schwind als Redakteur beim Radiosender You FM angestellt und nebenbei als freier Journalist für verschiedene Verlage u. a. Spiegel Online, Prinz und Intro tätig. Zusammen mit Sven Buchholz hat er als Comedyduo Kai+Sven verschiedene Radio-Comedyserien produziert, darunter das erfolgreiche Format der Ferienbande, welches sich als Hörspielserie und Bühnen-Show etablierte.
Seit 2006 inszeniert er überwiegend als freischaffender Autor und Regisseur Hörspiele, Hörbücher und Bühnenstücke. Seit einem einjährigen Auslandsaufenthalt während des Studiums in Perth (Australien) hat er seine Reiseleidenschaft entdeckt und fing an für den Lufthansa Worldshop Reisekolumnen zu schreiben. Für den Hörbuchverlag Geophon bereiste er Norwegen, die Côte d’Azur, die Provence und Schottland. Seine Eindrücke und Erlebnisse wurden als Reise-Hörbücher veröffentlicht. Als Dialogbuchautor schrieb er sowohl eigene Hörspiele, als auch für verschiedene Hörspielserien, darunter Die drei ???, Team X-treme, Die Alster-Detektive und TKKG. 
Bei den Live-Touren Die drei ??? und der seltsame Wecker 2009 – Live and Ticking (2009, 2010) und Phonophobia - Sinfonie der Angst (2014, 2015) führte er Regie und schrieb das Bühnenskript. Bei der Jubiläumstour Die drei ??? und der dunkle Taipan (2019, 2020, 2022) führte er Regie.
Gemeinsam mit der Journalistin Ingrid Brekke produziert er seit 2018 den Podcast Tyskerne, über deutsche Politik, Kultur und Zeitgeschehen (in norwegischer Sprache).
Seit Februar 2022 produziert er zusammen mit Andreas Fröhlich, der Stimme von Bob Andrews aus Die drei ???, den Podcast Haschimitenfürst - Der Bobcast, bei dem es um die Stories hinter den Kulissen geht.

## Werke (Auswahl)
| Titel                                                                     | Aufgabe                             | Jahr             | Verlag / Herausgeber                       |
| ------------------------------------------------------------------------- | ----------------------------------- | ---------------- | ------------------------------------------ |
| Die Ferienbande                                                           | Hörspielskript, Regie u. Produktion | seit 2003        | Hessischer Rundfunk / WortArt              |
| helden:tot                                                                | Regie                               | 2007             | Geophon                                    |
| Team X-treme                                                              | Hörspielskript                      | 2008 – 2010      | Lübbe Audio                                |
| Die Alster-Detektive                                                      | Hörspielskript                      | seit 2009        | Hamburgische Bürgerschaft / Lauscherlounge |
| Die Drei Fragezeichen und der seltsame Wecker - Live and Ticking          | Bühnenmanuskript u. Regie           | 2009, 2010       | Europa / Sony Music                        |
| TKKG (Folge 175) Nachtwanderung des Schreckens                            | Hörspielskript                      | 2011             | Europa                                     |
| Das Lufer-Haus                                                            | Hörspielskript u. Regie             | 2012             | Lauscherlounge                             |
| Die Drei Fragezeichen Phonophobia - Sinfonie der Angst                    | Bühnenmanuskript u. Regie           | 2014, 2015       | Europa / Sony Music                        |
| Six Degrees - Wege der Verschwörung                                       | Regie                               | 2015             | audible                                    |
| Locke & Key                                                               | Regie                               | 2016             | audible                                    |
| Kill Shakespeare                                                          | Regie                               | 2016             | audible                                    |
| Die Drei Fragezeichen und das versunkene Schiff                           | Hörspielskript                      | 2019             | Europa / Sony Music                        |
| Die Drei Fragezeichen und der dunkle Taipan                               | Regie                               | 2019, 2020, 2022 | Europa / Sony Music                        |
| Die Drei Fragezeichen und das Grab der Maya                               | Hörspielskript                      | 2020             | Europa / Sony Music                        |
| Der Horla                                                                 | Regie                               | 2020             | Audoba                                     |
| Artikel X - Das Grundgesetz in 11 Geschichten: Folge 10 "Eierschecke"     | Hörspielskript                      | 2021             | Fyeo                                       |
| Blackout Storys: Folge 2 "Unter dem Wind", Folge 6 "Finster ist der Wald" | Hörspielskript                      | 2023             | Seven.One Audio                            |
| Die Drei Fragezeichen und das Bergmonster (Hörbuch)                       | Sprecher                            | 2023             | Europa / Sony Music                        |
| Die Drei Fragezeichen und die Salztote                                    | Hörspielskript                      | 2025             | Europa / Sony Music                        |